# Aphelinus notatus
Aphelinus notatus är en stekelart som först beskrevs av Julius Theodor Christian Ratzeburg 1852.  Aphelinus notatus ingår i släktet Aphelinus och familjen växtlussteklar. Inga underarter finns listade i Catalogue of Life.